# Орлова Щель
Орлова Щель — река в России, протекает в Краснодарском крае. Устье реки находится в 96 км по левому берегу реки Псекупс. Длина реки — 11 км, площадь водосборного бассейна — 26,7 км².

## Данные водного реестра
По данным государственного водного реестра России относится к Кубанскому бассейновому округу, водохозяйственный участок реки — Кубань от города Усть-Лабинск до Краснодарского гидроузла, без рек Белая и Пшиш. Речной бассейн реки — Кубань.